# Diagramme des paquetages

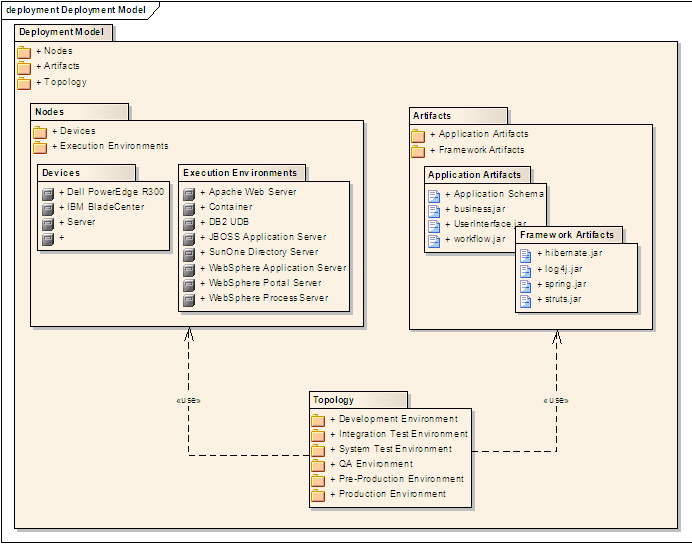
Packages contenant des nœuds d'exécution et des artéfacts.

Les diagrammes de paquetages sont la représentation graphique des relations existant entre les paquetages (ou espaces de noms) composant un système, dans le langage Unified Modeling Language (UML).

## Description
Les paquetages peuvent avoir des relations de dépendances UML « classiques » telles que "le paquetage javax.security dépend du paquetage java.lang". Les paquetages peuvent aussi avoir des dépendances spéciales de types package import (importation de paquetage) et package merge (fusion de paquetages).
Un package import est « une relation entre un paquetage important un espace de nom et un paquetage, indiquant que l'espace de nom qui importe ajoute les noms des membres du paquetage à son propre espace de nom ». Par défaut, une dépendance entre deux paquetages est interprétée comme une relation de type package import.
Un package merge est « une relation dirigée entre deux paquetages, indiquant que les contenus des deux paquetages doivent être combinés. Elle est très similaire à la relation de généralisation dans le sens où l'élément source ajoute conceptuellement les caractéristiques de l'élément cible à ses propres caractéristiques; résultant en un élément combinant les caractéristiques des deux ».
Les diagrammes de paquetages peuvent utiliser des paquetages pour illustrer les différentes couches de l'architecture en couches d'un système logiciel. Les dépendances entre paquetages peuvent être parés d'étiquettes ou de stéréotypes pour indiquer les mécanismes de communication entre les couches.